# Al-Muizz ben Badis
Al-Muizz ben Badis  fue el tercer emir zirí que reinó en Ifriqiya (1016-1062).

## Biografía
Nacido en 1008, Al-Muizz tenía solo ocho años cuando su padre Badis ibn al-Mansur murió, y le sucedió. El territorio dominado por los ziríes se redujo significativamente durante el reinado de su padre debido a las sucesivas secesiones ziríes de Granada, que le hicieron perder Al-Ándalus en 1012, y la del tío de su padre, Hammad ibn Bulugguín, que creó su dinastía en todo el oeste del norte de África. Con esta pérdida de territorios reinó en Ifriqiya y mantuvo Kairuán como capital de la dinastía.
Hammad, que ya ocupaba M'Sila y Achir, sitió Bugía. Levantó el asedio tan pronto como se enteró de que los ejércitos de Muizz marchan contra él y se preparó para enfrentarse a ellos. Sufrió una derrota que lo obligó a abandonar su campamento y a su hermano Ibrahim en manos del adversario. Se refugió en Al-Qal'a de Beni Hammad y obtuvo el cese de las hostilidades. En 1017, el hijo de Hammad se presentó ante Al-Muizz y le pidió que detuviera esta guerra.
En 1019/1020, Zawi ben Ziri, que se había convertido en amo de Fez durante el reinado de Badis, fue recibido con honor por Al-Muizz.
El tratado celebrado entre Al-Muizz y Hammad concedió a este último la posesión de M'Sila, Tobna, Zibans , Achir y Tihert. La paz fue efectiva y las familias se aliaron a través del matrimonio.
Hammad murió en 1028 y su hijo Al-Qaid ibn Hammad le sucedió. En 1040/1041, Al-Muizz sitió Al-Qal'a de Beni Hammad, donde estuvo Al-Qaid durante dos años. Finalmente abandonó el asedio. Regresó a Mahdía y permaneció en paz con su rival.
Hasta entonces, los ziríes habían permanecido como fieles vasallos de los fatimíes de Egipto. Pero estos protectores no ayudaron a su padre a enfrentar las secesiones. Al-Muizz ben Badis cambiará su política, quizás bajo la influencia de la corriente religiosa suní o para complacer a una opinión pública hostil al chiismo en la región de Kairuán. Rompió con el califato chiita de los fatimíes y se declaró aliado de los califas abasíes (1048). Esta declaración de obediencia a los abasíes era menos un signo de una reunión en Bagdad que de una ruptura completa con El Cairo. Pronunció públicamente imprecaciones hostiles a los rafidíes, un término peyorativo para los chiitas, y dio órdenes de matarlos. Durante un paseo, estando su caballo a punto de derrumbarse, invocó a Abu Bakr as-Siddiq y a Úmar ibn al-Jattab. Esta imprecación es interpretada como una profesión de fe suní por la turba que hizo una horrible masacre de los chiitas.
Mientras que el califa fatimí Al-Mustansir enviaba sus amonestaciones a Al-Muizz, este respondía poniendo en duda el origen de los califas fatimíes. Al-Muizz hizo que el nombre de Al-Mustansir fuera prohibido en las mezquitas y quemó las banderas del Califa. En 1045/1046, Al-Qa'im el califa abasí de Bagdad que había recibido la lealtad de Al-Muizz, le envió una carta de investidura que fue leída en la mezquita de Kairuán donde se desplegaron estandartes negros. Esta nueva alianza con Bagdad marcó una evolución de Ifriqiya, que se estaba volviendo más oriental que el resto de África del Norte. La corte zirí adopta unos hábitos de lujo y munificencia dignos de los potentados orientales. La dote de la hija de Al-Muizz cobró diez mulas y valía un millón de dinares. Al-Muizz hizo construir varios palacios en Al-Mansuriya.
En venganza por esta ruptura, el califa fatimí Al-Mustansir  permitió que los nómadas árabes Banu Hilal que le causaban problemas en el sur de Egipto entraran en Ifriqiya: así se deshizo de un problema mientras castigaba a un rebelde. Ibn Jaldún describe esta invasión hilaliana como la destrucción de la civilización urbana. Estos árabes entraron en el país y devastaron las ciudades y el campo. Al-Muizz envió un ejército para luchar contra ellos pero fue derrotado. Se fue a luchar contra ellos él mismo pero sufrió otra derrota cerca del monte Hayderan. Al-Muizz se refugió en Kairuán donde fue asediado por el enemigo que asoló la región.
En 1057, Al- Muizz fue a Mahdía bajo la protección del emir hilaliano de la familia Banu Riyah, cuya hija acababa de casarse. Cuando llegó a Mahdia, se quedó con su hijo Tamim ben al-Muizz mientras los árabes entraban en Kairuán y la saqueaban. Durante esta estancia en Mahdía, las revueltas se multiplicaron en el reino zirí. En 1059, Sfax pasó al poder de un emir Barghawata. La ciudad de Susa se proclamó independiente, Túnez fue tomada por An-Nasir ibn Alannas ibn Hammad, nieto de Hammad ibn Bulugguín e hijo de Buluggin ibn Ziri, amo de Al-Qal'a de Beni Hammad, el gobernador de Gabes prometió lealtad a Mounès Ibn Yahya el emir de los Banu Riyah.
Al-Muizz ben Badis murió en 1062, el mismo año que su rival hamadita Buluggin ibn Muhammad. Tamim ben al-Muizz sucedió a su padre como el quinto emir zirí.